# Robin Hood's Bay
Robin Hood's Bay est un petit village de pêcheurs et une baie localisée dans les North York Moors, 8 kilomètres au sud de Whitby et 24 kilomètres au nord de Scarborough, sur la côte de Yorkshire du Nord au Royaume-Uni.
Bay Town, son nom local, se trouve dans l'ancienne juridiction de la chapelle de Fylingdales dans le wapentake (une subdivision de contés anglais, équivalent à la subdivision Hundred de Whitby Strand).

## Histoire

### Toponymie
L'origine du nom est incertaine, et il est peu probable que Robin des Bois se soit rendu dans la région. Une balade anglaise et une légende racontent l'histoire de Robin des bois à l'assaut de pirates français, venus pour piller les bateaux et la côte nord-ouest. Les pirates se rendirent et Robin des bois rendit le butin aux pauvres du village, appelé désormais Baie de Robin Hood.

### Premiers antécédents
Vers l'an 1000, le petit village voisin de Raw et le village de Thorpe (Fylingthorpe), de Fylingdales, furent colonisés par les danois. Après la Conquête normande de l'Angleterre en 1066, la majorité des terres du Nord de l'Angleterre, Fylingdales inclus, furent dévastées. Guillaume le conquérant céda Fylingdales à Tancrède de Hauteville, qui plus tard le vendit à l'abbé de Whitby.
Les premières colonies se trouvaient à une mile (un kilomètre et demi) par voie terrestre de Raw, mais vers l'an 1500 une colonie se forma sur la côte.

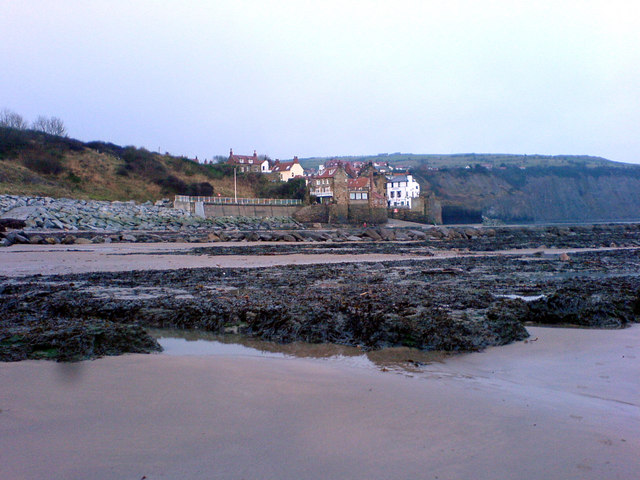
Au XVIe siècle, le port de Robin Hood's Bay était plus important que celui d'une autre ville de la région, Whitby.

Au XVIe siècle, le port de Baie de Robin Hood était plus important que celui de Whitby, comme le décrit une minuscule illustration de maisons hautes et une lanterne sur de vieilles cartes de navigation de la Mer du nord, publiée par Lucas Janszoon Waghenaer en 1886, qui se trouve désormais au Musée Maritime de Rotterdam. Après la Dissolution des monastères en 1540, l'Abbaye de Whitby et ses terres devinrent propriété de Henri VIII d'Angleterre, avec King Street et King's Beck datant de cette époque.

### Contrebande
La contrebande, formée par un labyrinthe de rues étroites, remonte à une tradition de contrebande et il existerait un réseau de passages souterrains connectés aux maisons. Durant la fin du XVIIIe siècle, la contrebande était courante sur la côte du Yorkshire. Les embarcations du continent apportaient du matériel de contrebande qui était distribué par leurs contacts terrestres, les opérations étant financées par des syndicats qui obtenaient des bénéfices sans les risques auxquels s'exposaient les marins et villageois. Thé, gin, rhum, brandy et tabac figuraient parmi les marchandises qui passaient de la contrebande au Yorkshire depuis les Pays-Bas et la France afin d'éviter les créances.
En 1773, deux couteaux de douane, le Mermaid et l'Eagle, furent dépassés en puissance de feu et expulsés de la baie par trois bateaux de des contrebandiers, une goélette et deux Txalupas.

## Robin des Bois et Robin Hood's Bay
Il existe différentes versions pour établir un lien un entre Robin des Bois et Robin Hood's Bay. La première veut que Robin des Bois ait libéré la localité de pirates français qui empoisonnaient la vie des habitants. Ainsi en l'honneur de Robin des Bois, l’agglomération aurait alors prit le nom de Robin Hood's Bay.
L'autre version veut simplement que Robin des Bois trouvait à Robin Hood's Bay un refuge lorsqu’il en avait besoin. Avec le temps la localité aurait pris le nom de Robin Hood's Bay.
Enfin une autre version n’établit pas de liens entre Robin des Bois et Robin Hood's Bay mais plutôt un historique des dérivés linguistiques qui donnent aujourd'hui le nom qu'on connait à la localité.

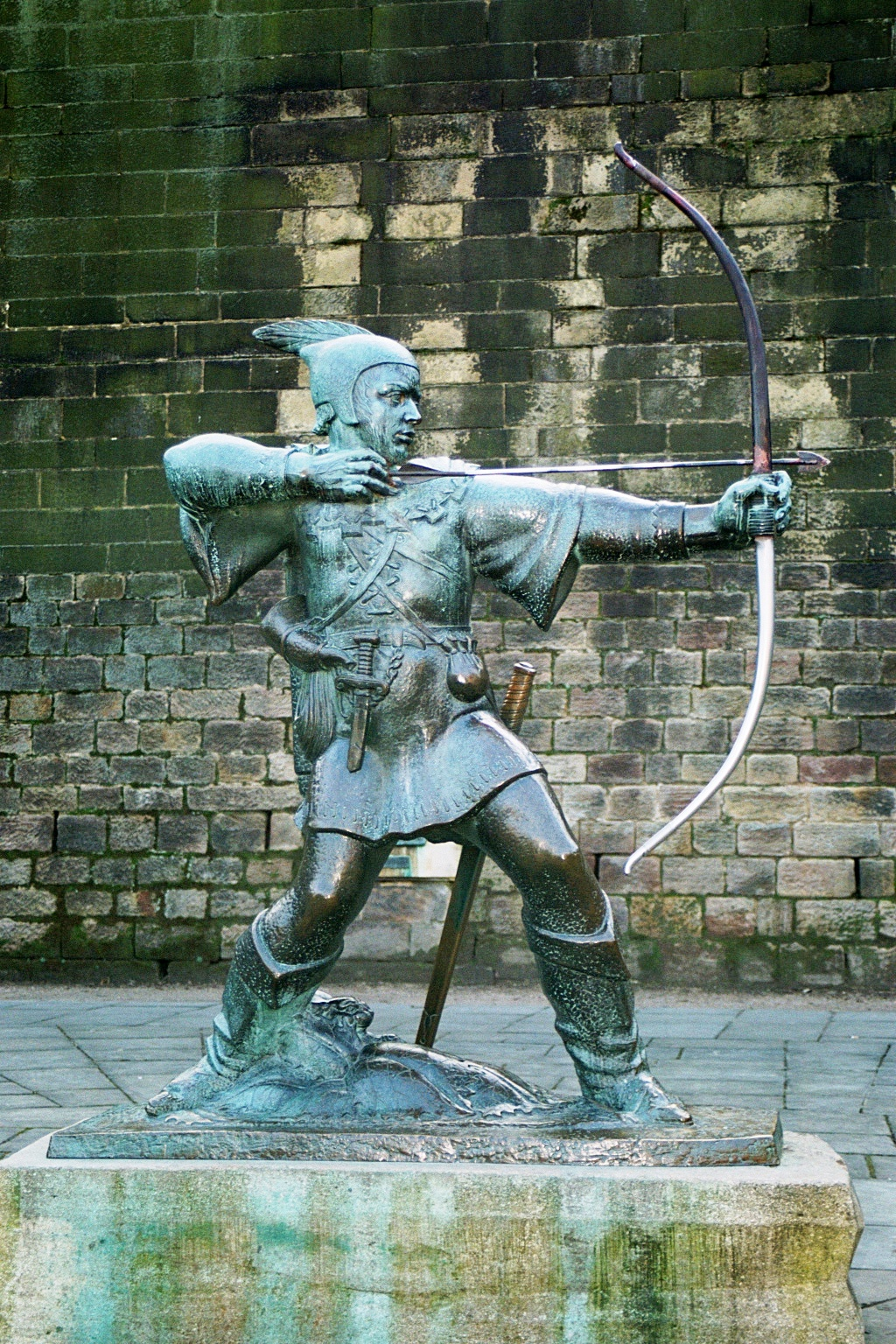
Il y aurait peut-être un lien entre Robin des Bois et Robin Hood's Bay.

## Gouvernance
Robin Hood's Bay est représenté au parlement britannique par le député de Scarborough et Whitby : actuellement il s'agit de Robert Goodwill.
De plus la localité est intégrée à un Borough. Le Borough auquel Robin Hood's Bay est intégré est Scarborough,.
Enfin la localité de Robin Hood's Bay est intégrée au Yorkshire du Nord qui est un comté du nord de l'Angleterre.

## Religion
La localité relève de la paroisse de Fylingdales. Deux églises sont reliées à la paroisse : l'église anglicane du vieux St Stephen (Old St Stephen's Church, Fylingdales) et l'église St Stephen's,.

L'église du vieux St Stephen's est une église anglicane.
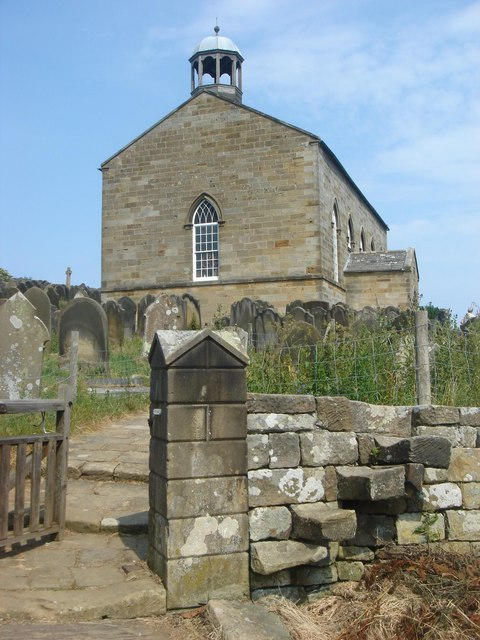
L'église du vieux St Stephen's.

## Tourisme
On retrouve un large éventail de talents artistiques et musicaux à Robin Hood's Bay de même qu'une faune et une flore variées. De plus les toits rouge des anciens chalets qui s'intègre à la localité s'ajoute à l'architecture particulière de l'endroit. À cela il faut ajouter la plage de Robin Hood's Bay composée de sable et de pierres,,.

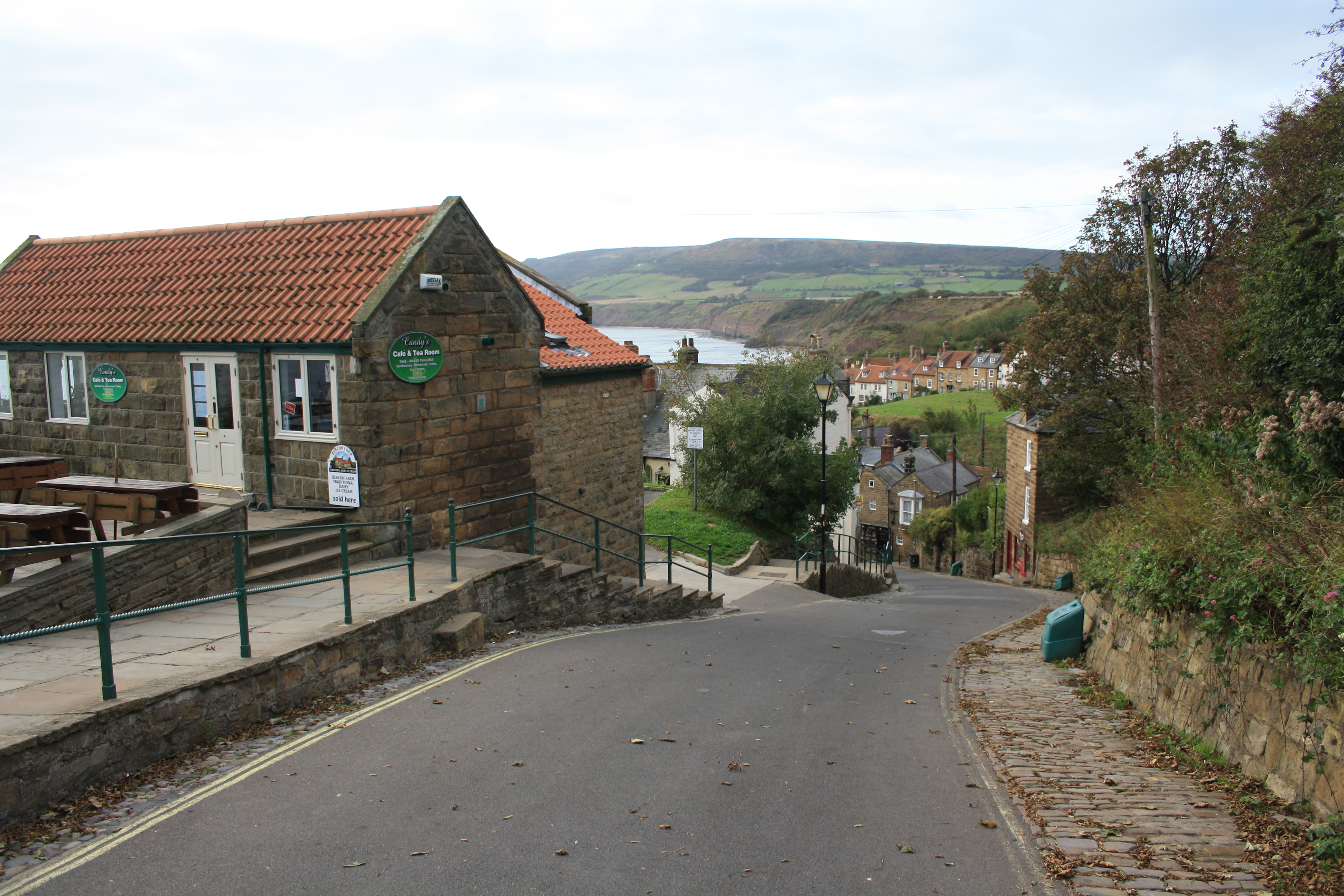
Les toits rouge sont typiques dans la localité de Robin Hood's Bay.

### L'Association du tourisme
L'Association du tourisme de Robin Hood's Bay existe depuis 1994 et vise à renforcer l'économie locale grâce à la promotion touristique. La conservation du patrimoine vivant et non-vivant de Robin Hood's Bay fait aussi partie des objectifs de l’association,,.

## Gastronomie
La plupart des restaurants de Robin Hood's Bay offrent, :

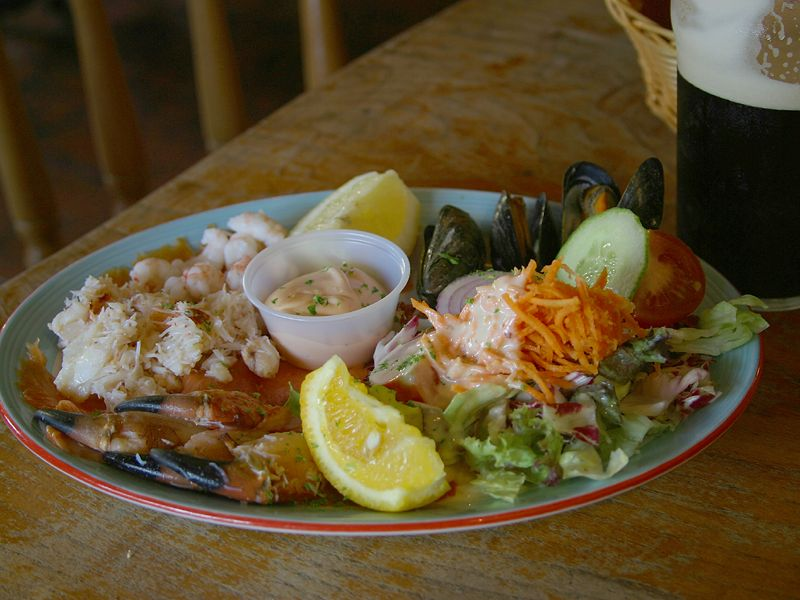
On retrouve des fruits de mer à Robin Hood's Bay.

- de la cuisine britannique
- des fruits de mer
- On retrouve des fruits de mer à Robin Hood's Bay.de la cuisine végétarienne ou vegan

## Média
Le Bayfair est un magazine mensuel en ligne sur les actualités, les événements et l'hébergement de Robin Hood's Bay et sa région,.